# Russ Cook

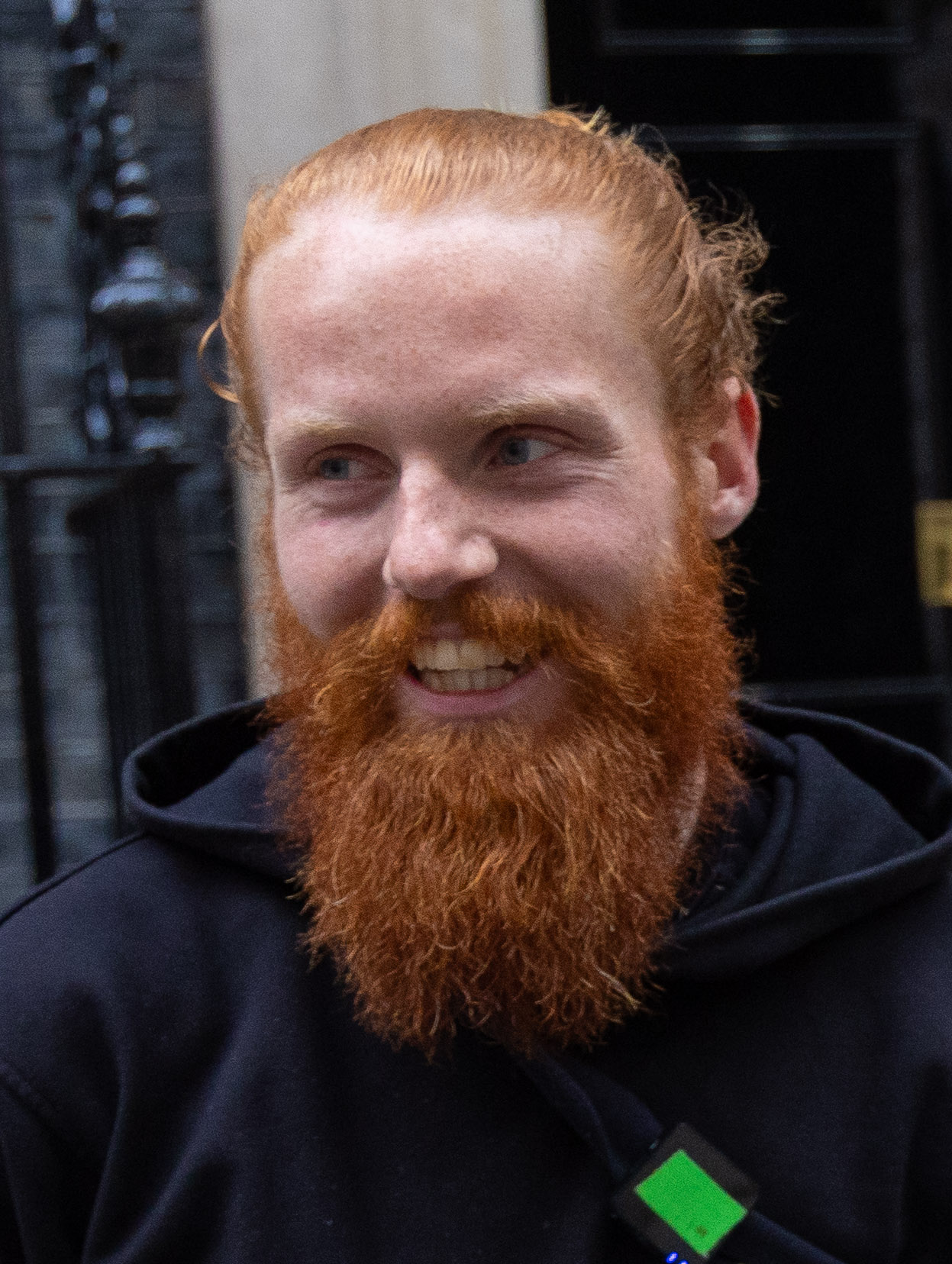
Russ Cook (2024)

Russell Cook (* 13. März 1997 in Worthing) ist ein britischer Ultraläufer bzw. Extremsportler, der unter anderem Afrika auf der Nord-Süd-Achse durchlief. Während andere Sportler angaben, Afrika durchlaufen zu haben (so gilt laut der World Runners Association der Däne Jesper Olsen seit 2010 als erster Mensch, der Afrika auf der Nord-Süd-Achse, von Taba nach Kapstadt, durchlief), ist Cook der erste Mensch, der Afrika vom südlichsten bis zum nördlichsten Punkt durchquerte.
Erstmal erlangte Cook überregionale Bekanntheit, als er im Jahr 2019, mit etwa 22 Jahren, innerhalb von 68 Tagen von Istanbul in seine Geburtsstadt Worthing lief und dabei 2000 Meilen bzw. 3218 Kilometer zurücklegte. Im Folgejahr zog er in 9 Std. und 56 Minuten einen 730 kg schweren Suzuki Alto über eine Strecke von 26 Meilen bzw. 41,8 Kilometern. Seine Passion fürs Rennen begann bei ihm im Alter von 20 Jahren, als er nach einer durchzechten Nacht in einer Bar 20 Kilometer nach Hause laufen musste. Seinen Lebensunterhalt bestritt Cook in jener Zeit mit Gelegenheitsjobs, als Verkäufer, Putzkraft und Barista. Nachdem er den Laufsport für sich entdeckt hatte, jedoch noch vor seiner Afrikaquerung, wurde er Lauflehrer bei der Wohltätigkeitsorganisation The Running Charity.
Am 22. April 2023 begann er mit dem Project Africa sein Vorhaben, von Kap Agulhas, dem südlichsten Punkt Afrikas nach Kap Angela (liegt im Gouvernement Bizerte), dem nördlichsten Punkt Afrikas, zu laufen. Am 7. April 2024 berichteten Medien, dass Cook sein Vorhaben umgesetzt hat bzw. in Kap Angela angekommen ist. Er legte den Berichten zufolge zwischen Start- und Endpunkt, deren Luftlinie 8060 Kilometer beträgt, 16.300 Kilometer zurück. In jenen 352 Tagen machte er nach eigenen Angaben 19 Millionen Schritte in 16 Ländern. Seine Route ging vom Startpunkt in Südafrika bis zum Endpunkt in Tunesien über die Länder Namibia, Angola, Demokratische Republik Kongo, Republik Kongo, Kamerun, Nigeria, Benin, Togo, Ghana, Elfenbeinküste, Guinea, Senegal, Mauretanien und Algerien. Dazu kommentierte er „Wir haben in jedem einzelnen Land, in dem wir waren, unglaubliche Menschen getroffen, die uns mit Liebe und Freundlichkeit empfangen haben.“ Während seines Laufs durch Afrika erlebte Cook Außerplanmäßiges; am 26. Lauftag (in Namibia) hatte er eine Lebensmittelvergiftung, am 45. Tag (in Namibia) ordneten Ärzte einen Ruhetag an, nachdem Cook vier Tage infolge Blut im Urin hatte, am 64. Tag (in Angola) wurde Cook mit vorgehaltener Waffe überfallen, am 102. Tag (in der Demokratischen Republik Kongo) wurde Cook und sein Team erneut überfallen, Cook sei dabei von seinem Team getrennt bzw. kurzzeitig entführt worden. Nach 200. Lauftagen (in Nigeria), reduzierte Cook seine tägliche Laufleistung. Zuvor war er aufgrund starker Rückenschmerzen in ein Krankenhaus eingeliefert worden, wo ihm Ärzte rieten, nicht weiter zu laufen. Cook lief dann eigenen Angaben zufolge mit starken Schmerzmitteln weiter, nachdem sichergestellt worden war, dass keine Knochenschäden für Cooks Schmerzen verantwortlich waren. Am Tag 279, an der Grenze zwischen Mauretanien und Algerien, hatte Cook und sein Team Schwierigkeiten, Visa für Algerien zu erhalten. Doch nachdem ein diesbezüglicher Videoappell von ihm auf dem sozialen Netzwerk X (ehemals Twitter) über 11 Millionen Mal aufgerufen wurde und zwei britische Abgeordnete versprachen, sich für Cook über das britische Außenministerium bei der Algerischen Botschaft im Vereinigten Königreich einzusetzen, erhielt Cook und sein Team ein sogenanntes Höflichkeitsvisum von und für Algerien. Nach der Einreise in Algerien kämpfte er eigenen Angaben zufolge, wieder mit den „üblichen“ Problemen; er fühle sich zerstört, der Körper sei ein einziger Schmerz. Hinzu kam ein Schneesturm, später Sandstürme. Seine Afrikaquerung ist teilweise videodokumentiert.
In Kap Angela angekommen sagte er, er sei „ein bisschen müde“ und ergänzte, er wolle Menschen dazu inspirieren, „ihren Träumen ein bisschen mehr zu folgen“. Er sei „ein ganz normaler Kerl“, wenn jemand wie er „das schafft, können die Leute es hoffentlich auf ihr eigenes Leben anwenden, ganz wie sie wollen.“ Das Project Africa hatte auch zum Ziel, eine Million Pfund an Spenden für zwei Wohltätigkeitsorganisationen, The Running Charity und Sandblast, zu sammeln. Als Cook Kap Angela erreichte, waren 70 % des Spendenziels erreicht.